# Microregione di Borborema Potiguar
Borborema Potiguar è una microregione dello Stato del Rio Grande do Norte in Brasile, appartenente alla mesoregione di Agreste Potiguar.

## Comuni
Comprende 16 comuni:
- Barcelona
- Campo Redondo
- Coronel Ezequiel
- Jaçanã
- Japi
- Lagoa de Velhos
- Lajes Pintadas
- Monte das Gameleiras
- Ruy Barbosa
- Santa Cruz
- São Bento do Trairi
- São José do Campestre
- São Tomé
- Serra de São Bento
- Sítio Novo
- Tangará